# 大板井駅
大板井駅（おおいたいえき）は、福岡県小郡市大板井にある甘木鉄道甘木線の駅。

## 歴史
- 1987年（昭和62年）11月1日：甘木鉄道により開業[2][3]。
- 2003年（平成15年）12月7日：高架化[1]。
- 2006年（平成18年）
  - 7月4日：大雨による宝満川橋梁破損により、当駅 - 松崎駅間が不通となる。不通区間はバスによる代替輸送を実施。
  - 12月20日：橋梁復旧により当駅 - 松崎駅間の運行再開。

## 駅構造
単式ホーム1面1線を有する高架駅。かつては地上駅であったが、県道原田駅東福童線の開通に伴い高架化された。トイレと飲料の自販機が高架下に設置されている。

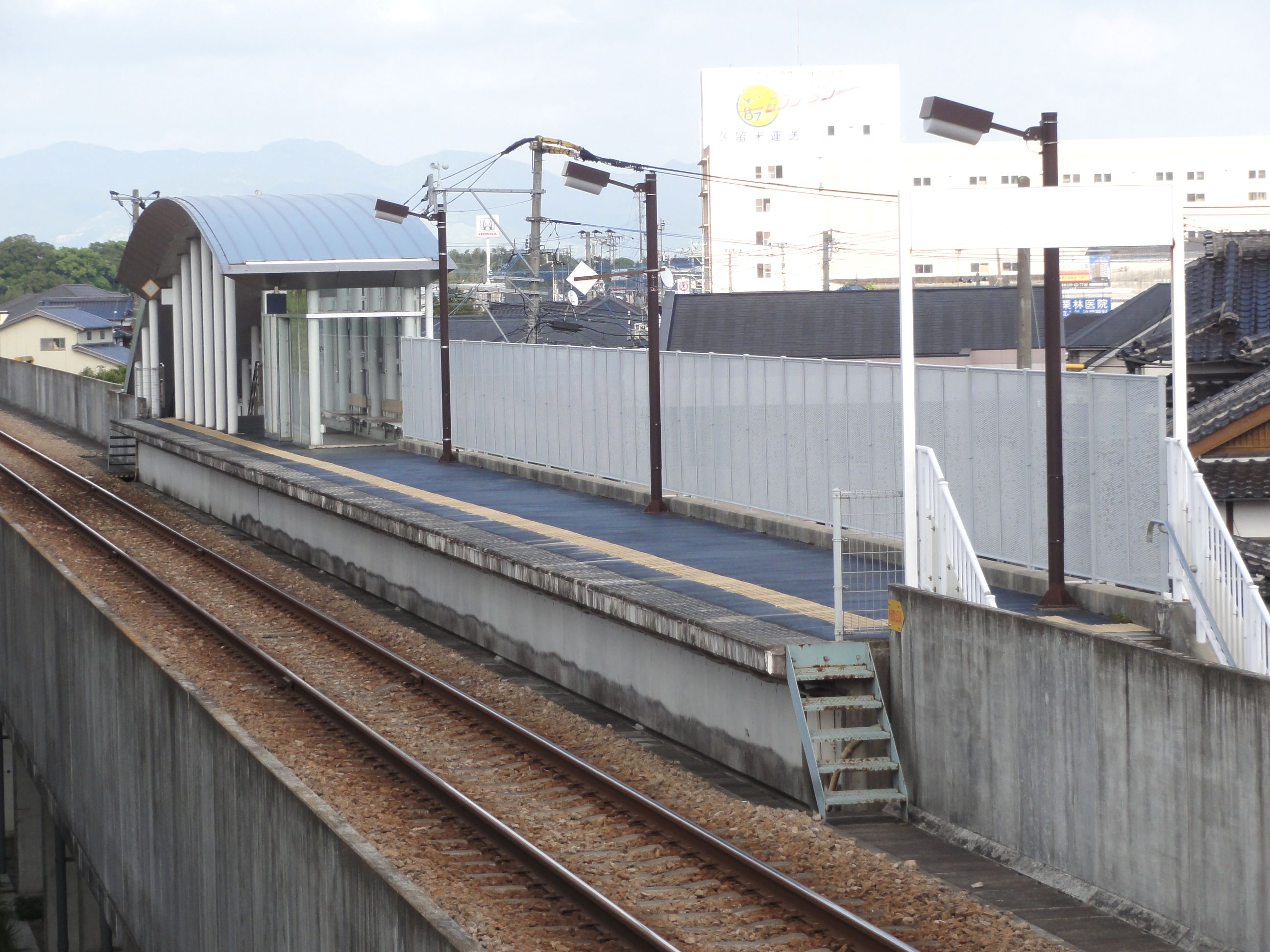
ホーム
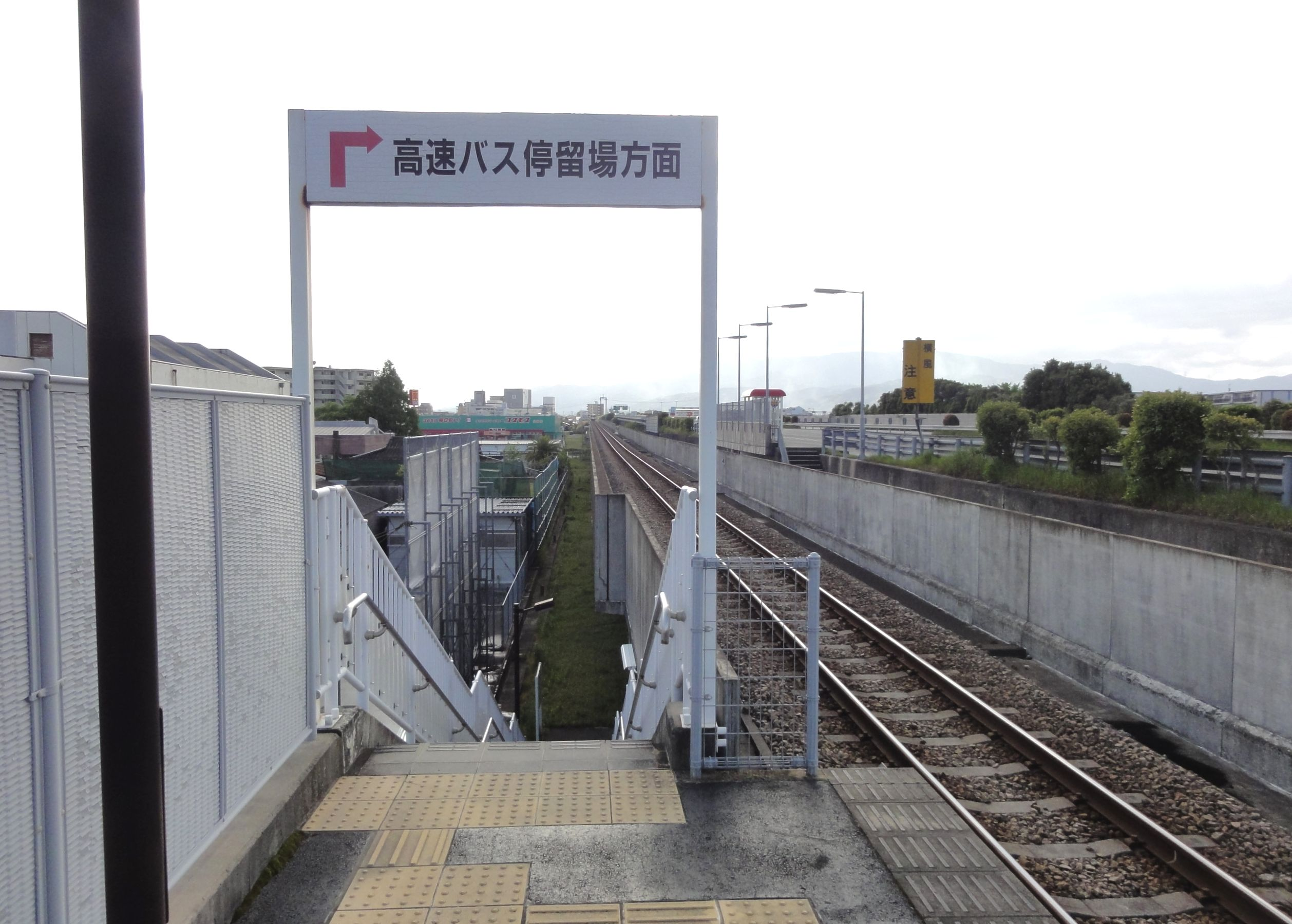
大板井バスストップ方面出口

## 利用状況
2008年度の1日平均乗車人員は66人である。
2015年度の1日平均乗車人員は55人である。
| 乗車人員推移 | 乗車人員推移 |
| 年度         | 1日平均人数  |
| ------------ | ------------ |
| 2008年       | 66           |
| 2009年       |              |
| 2010年       |              |
| 2011年       | 52           |
| 2012年       | 45           |
| 2013年       | 57           |
| 2014年       | 48           |
| 2015年       | 55           |
| 2016年       | 71           |
| 2017年       | 151          |
| 2018年       | 60           |

## 駅周辺
小郡市の中心市街地の東端にあたり、周辺に文化会館・体育館など公共施設が多い。
- 小郡市文化会館
- 七夕会館
- 七夕神社
- 小郡市立図書館
- 小郡市生涯学習センター
- 小郡市立体育館
- 福岡県小郡警察署
- 小郡郵便局
- みい農業協同組合本店・小郡中央支店
- 大分自動車道
- 国道500号
- 小郡運動公園 - 野球場、陸上競技場、テニスコートのほか、多目的広場やアスレチック広場などを有し、全周2キロメートルのジョギングコースもある。また、同敷地横には火葬・斎場施設（河北苑）もある。
- イオン小郡ショッピングセンター - 甘木鉄道は当駅が最寄り駅（※近隣MAPを参照[6]）

## バスのりば

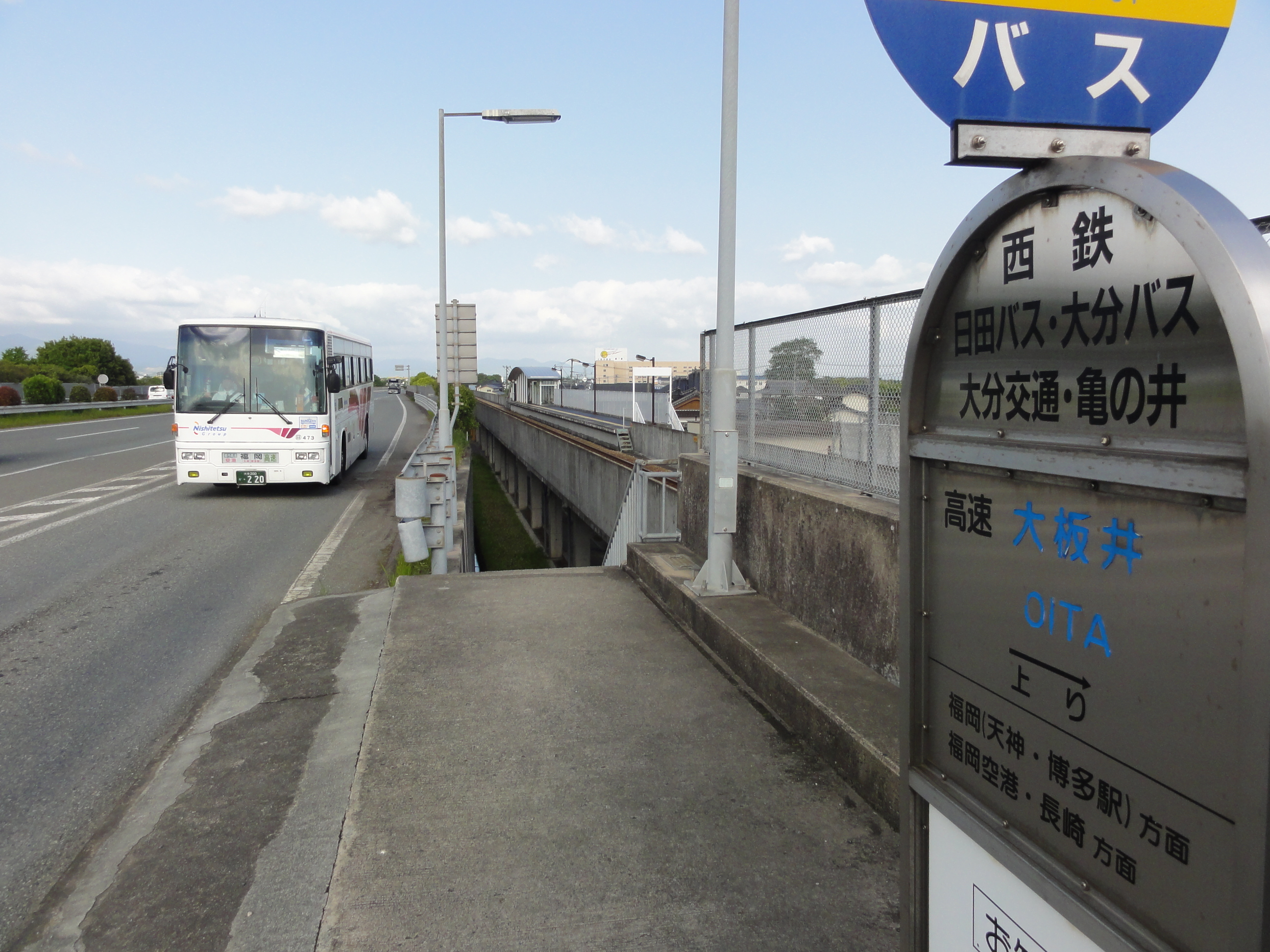
大板井バスストップ（上り線）から大板井駅を見る

- 大分自動車道高速小郡大板井バス停に隣接しており、車内放送でも高速バス乗換えを案内している。
  - 福岡・長崎方面
  - 日田・由布・別府・大分方面
- 駅から約150メートル離れた国道500号上に小郡市コミュニティバス「大板井」停留所がある。コミュニティバス全路線が利用可能。

## 読み
駅名、地名の読みは「おおいたい」であるが地元での通称は「おいたい」であり、かつては車内放送でも「おいたい」と放送していた。なお、正式駅名は開業時から変更されていない。

## 隣の駅
甘木鉄道
■甘木線
小郡駅 - 大板井駅 - 松崎駅